# Craspedoma trochoideum
Craspedoma trochoideum é uma espécie de gastrópode da família Cyclophoridae.
É endémica de Portugal.